# Piotr Działyński (wojewoda chełmiński)
Piotr Działyński herbu Ogończyk (zm. w pierwszej połowie 1668 roku) – wojewoda chełmiński w latach 1663–1668, kasztelan dobrzyński w latach 1658–1663, podkomorzy dobrzyński w latach 1624–1651, starosta kowalewski. 
Syn Michała (zm. 1632) i Barbary Czarnkowskiej (zm. 1642), córki Andrzeja, kasztelana kamieńskiego, nakielskiego, rogozińskiego i kaliskiego. Wnuk Michała Działyńskiego (zm. 1617), wojewody brzeskokujawskiego. W 1662 roku poślubił Mariannę Chlewicką, wdowę po Ferdynandzie Myszkowskim. Małżeństwo było bezpotomne.
Poseł na sejm zwyczajny 1629 roku z województwa płockiego. Poseł na sejm nadzwyczajny 1637 roku. Był członkiem konfederacji generalnej zawiązanej 31 lipca 1648 roku.
Będąc u władzy, popierał rozwój i misje zakonu Jezuitów.